# Ніам (кратер)
Кратер Ніам (англ. Craters Niamh) — метеоритний кратер на Європі, супутнику Юпітера.

## Характеристики
Утворився на місці падіння на поверхню супутника Європа космічного метеорита, якого притягнув у свою орбіту масивний Юпітер. Внаслідок чого сформувався ударний кратер з діаметром 5 кілометрів. Центр кратера розташовано за координатами 21.1° пн. ш., та 143.1° зх. д.
Вперше про льодовий кратер довідалися у 2000 році, після дослідження поверхні супутника телескопами з Землі. Названий за іменем Ніам, дочки ірландського морського бога, королеви землі вічної молодості, закоханої в барда Ойсіна в ірландській міфології.